# Sonia Terrab
Sonia Terrab (in arabo صونيا التراب‎?, Ṣūnyā al-Tarrāb; Meknès, 1986) è una scrittrice, regista e attivista marocchina.

## Biografia
Nata nel 1986 a Meknès, frequenta il Lycée Paul-Valéry, dove consegue nel 2003 il baccalauréat littéraire, formandosi successivamente all'Università Al Akhawayn.
Ha pubblicato il suo primo romanzo, Shamablanca, nel 2011, seguito da La révolution n’a pas eu lieu nel 2015.
Collabora come giornalista per TelQuel, Afrique Magazine e Jeune Afrique. Avvia la sua carriera come regista con il documentario Shakespeare à Casablanca, pubblicato nel 2016 e tra il 2017 e il 2018 con la miniserie web video, Marokkiates, progetto realizzato per dare voce alle donne marocchine.
Lo status della donna nella società marocchina, così come le dinamiche sociali della gioventù, sono temi ricorrenti nelle sue opere.
Nel 2019, è tra i 490 firmatari di una petizione in favore delle libertà sessuali in Marocco, insieme alla scrittrice Leïla Slimani, alla sociologa Sanaa El Aji e all'ex ministra Hakima El Haite, iniziativa presa in seguito all'arresto della giornalista Hajar Raissouni.

## Filmografia
- Shakespeare à Casablanca (2016)
- Marokkiates (2017-2018)

## Opere

### Romanzi
- Shamablanca, Eddif Maroc, 2011, ISBN 978-2840496212.
- La révolution n’a pas eu lieu, Eddif Maroc, 2015, ISBN 978-9954105092.